# Rezolucja Rady Bezpieczeństwa ONZ nr 356
Rezolucja Rady Bezpieczeństwa ONZ nr 356 została przyjęta jednomyślnie 12 sierpnia 1974 r.
Po przeanalizowaniu wniosku Gwinei Bissau o członkostwo w Organizacji Narodów Zjednoczonych, Rada zaleciła Zgromadzeniu Ogólnemu przyjęcie tego państwa do swojego grona.

## Źródło
- UNSCR - Resolution 356